# 格莱南群岛
格莱南群岛（法語： [aʁʃipɛl de ɡlenɑ̃]、 [il de ɡlenɑ̃]）是法国菲尼斯泰尔省的群岛，位于比斯開灣，富埃南以南约十海里（18.5千米）处，由9座岛屿与10余座小岛组成。该群岛现为度假区和旅游胜地。